# Efraim Kaganowski
Efraim Kaganowski, także Efroim Kaganowski (ur. 1893 w Warszawie, zm. 17 października 1958 w Paryżu) – pisarz tworzący w jidysz.

## Życiorys
Urodził się w 1893 roku w Warszawie, w rodzinie żydowskich rzemieślników. Skończył studia w Akademii Sztuk Pięknych w Warszawie. Rozpoczął publikować w jidysz w 1910 roku, do II wojny światowej pisząc nowele, szkice, eseje i felietony na łamach takich tytułów prasowych jak „Nasz Przegląd”, „Ewa”, „Di Judisze Welt”, „Der Moment”, „Wilner Tog”, „Frajnd”, „Dos Naje Land”, „Hajnt”, „Cukunft”, „Wochnszrift far Literatur” czy „Unzer Ekspres”. Głównym tematem jego twórczości była kultura żydowskiej Warszawy, opisana z humorem i wyczuciem psychologii postaci. Nazywano go „żydowskim Maupassantem”.   
I wojnę światową spędził w Odessie, gdzie poznał m.in. Chajima Nachmana Bialika, po czym powrócił do Warszawy. Z początkiem II wojny światowej schronił się w Białymstoku, następnie wyjechał w głąb Związku Radzieckiego. Po wojnie powrócił do Polski, po czym w 1949 roku wyjechał do Paryża. Publikował na łamach „Jidisze Szriftn”, „Parizer Cajtszrift” i „Naje Prese”. Zmarł 17 października 1958 roku w Paryżu.   
Wybór jego opowiadań z lat 20. w tłumaczeniu Stanisława Wygodzkiego wydano pod tytułem Warszawskie opowiadania (1958). Jego dzieła przetłumaczono także na białoruski i francuski.   

## Twórczość
Za źródłem:
- Mejdlech, 1914
- Tiren un fencer, 1921
- Lejb un lebn, 1928
- Noweln, 1928
- Figurn, 1937
- Alt lebn, 1941
- Jidisze szrajber in der hejm, 1949
- Szriftn, 1951
- Pojlisze jorn, 1956
- A sztot ojf der Wolge, 1961
- Di tunkele dire, 1969